# Sarah Catherine Hook
Sarah Catherine Hook, född 21 april 1995 i Montgomery, Alabama, är en amerikansk skådespelare och sångare.
Sarah Catherine Hook har bland annat spelat en av huvudrollerna i TV-serierna First Kill, Cruel Intentions och tredje säsongen av The White Lotus.

## Filmografi (i urval)
- 2021 – The Conjuring: The Devil Made Me Do It
- 2022 – First Kill (TV-serie)
- 2024 – Cruel Intentions (TV-serie)
- 2025 – The White Lotus (TV-serie)
- 2026 – Sommarmöten